# Marshawn Lynch
Marshawn Terrell Lynch (Oakland, 22 april 1986) is een Amerikaans American football-running back die momenteel speelt voor de Seattle Seahawks. Ook speelde hij voor de Buffalo Bills en de Oakland Raiders. Als Seahawk won hij Super Bowl XLVIII tegen de Denver Broncos. Hij werd in de eerste ronde van de 2007 NFL Draft als 12de geselecteerd door Buffalo. In 2015 besloot Lynch te stoppen maar hij keerde na twee jaar alweer terug in de NFL. Hij tekende een contract bij de Raiders, die zich bevinden in zijn geboortestad, Oakland.
Lynch verwierf de bijnaam "Beast Mode" door zijn agressieve stijl en geneigdheid om door tackles en langs verdedigers te rennen. Ook staat hij in Amerika bekend om zijn voorliefde voor Skittles, die hij regelmatig eet als hij langs de zijlijn staat.

## Filmografie (selectie)
- 2023: Bottoms (genomineerd voor de Film Independent Spirit Award voor beste doorbraakrol)
- 2020: Westworld (3 afleveringen)